# NGC 306
NGC 306 (другое обозначение — ESO 29-SC23) — рассеянное скопление в галактике Малое Магелланово Облако, расположенное в созвездии Тукана. Возраст скопления оценивается в 5-10 миллионов лет. Как и другие молодые скопления в Магеллановых облаках содержит довольно много Be-звёзд (на 14 B-звёзд приходится одна Be).